# Rapala arata
Rapala arata is een vlinder uit de familie van de Lycaenidae. De wetenschappelijke naam van de soort werd als Thecla arata in 1864 gepubliceerd door Bremer.

## Synoniemen
- Thecla ichnographia Butler, 1866
- Thecla tyrianthina Butler, 1881
- Rapala ogasawarae Matsumura, 1919
- Deudorix arata juliae Kardakoff, 1928
- Rapala coreacola Matsumura, 1929
- Rapala shakojiana Matsumura, 1929
- Rapala micans suzukii Matsumura, 1929